# Anne O'Hare McCormick

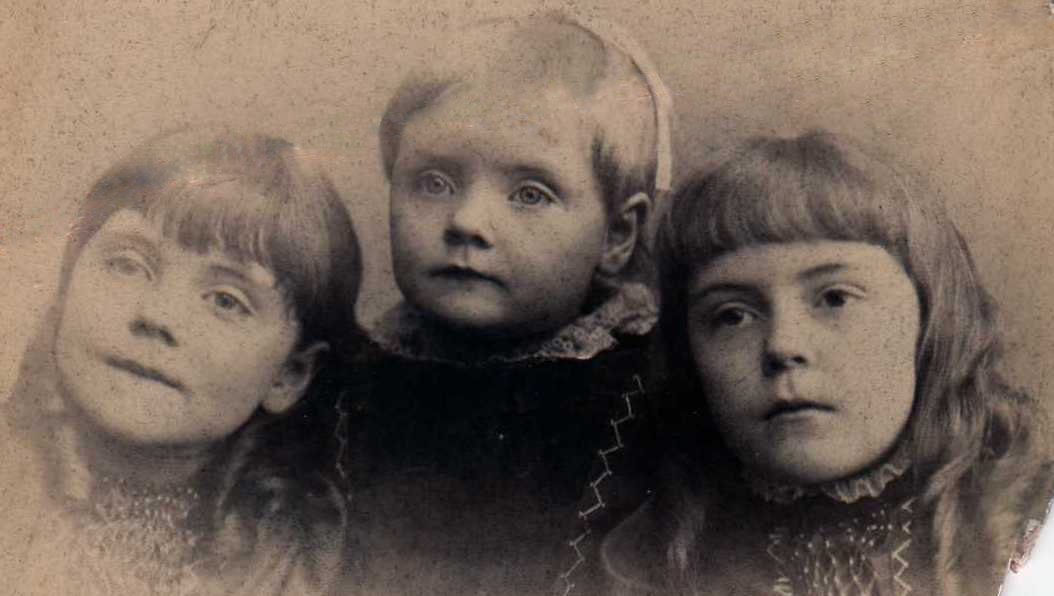
Foto de Anne Elizabeth McCormick (à direita) e suas irmãs, por volta de 1890.

Anne Elizabeth O'Hare McCormick (16 de maio de 1882 - 29 de maio de 1954); jornalista estadunidense nascida na Inglaterra.